# USS Dictator
USS Dictator là một tàu giám sát bọc sắt với một tháp pháo được thiết kế di chuyển với tốc độ cao, phạm vi hoạt động trên biển khơi. Ban đầu được đặt tên là USS Protector (Người bảo vệ), nhưng vì Bộ Hải quân Hoa Kỳ ưa thích một cái tên hung hăng hơn nên tàu đã được đổi tên là Dictator (Nhà độc tài). Đây là tàu chị em với USS Puritan. Mặc dù được thiết kế để di chuyển với tốc độ cao, nhưng các vấn đề kỹ thuật đã giới hạn tốc độ tối đa của con tàu là 10 hải lý/giờ. USS Dictator tham chiến trong hai thời kỳ; từ 1864 đến 1865, trong Hải đoàn Phong tỏa Bắc Đại Tây Dương, và từ 1869 đến 1877, với Hạm đội Bắc Đại Tây Dương. Sau khi ngừng hoạt động năm 1877, nó đã được bán vào năm 1883.

## Mô tả
Dictator dài 312 ft (95,1 m), rộng 50 ft (15,2 m), độ cao mớn nước khoảng 20 ft 6 in (6,2 m) và trọng tải choán nước lên đến 4.438 tấn Anh (4.509 t). Chiếc tàu có tốc độ tối đa là 10 nút, được đẩy bởi hai chân vịt và một động cơ hơi nước rung hai xylanh Ericsson, với tổng công suất 3.500 mã lực chỉ (2.600 kW). Có một tầng trên ở giữa tàu. Ngoài ra, tàu còn được thiết kế để chở 1.000 tấn than. Con tàu chiến này được trang bị hai súng nòng trơn Dalghren 15 inch (38 cm). Nó được bọc giáp 15 inch trên tháp pháo, 12 in (305 mm) trên buồng lái, 6 in (152 mm) ở thân tàu, và 1,5 in (38 mm) trên boong. Dictator đã từng chuyên chở một đội ngũ gồm 174 người.

## Lịch sử

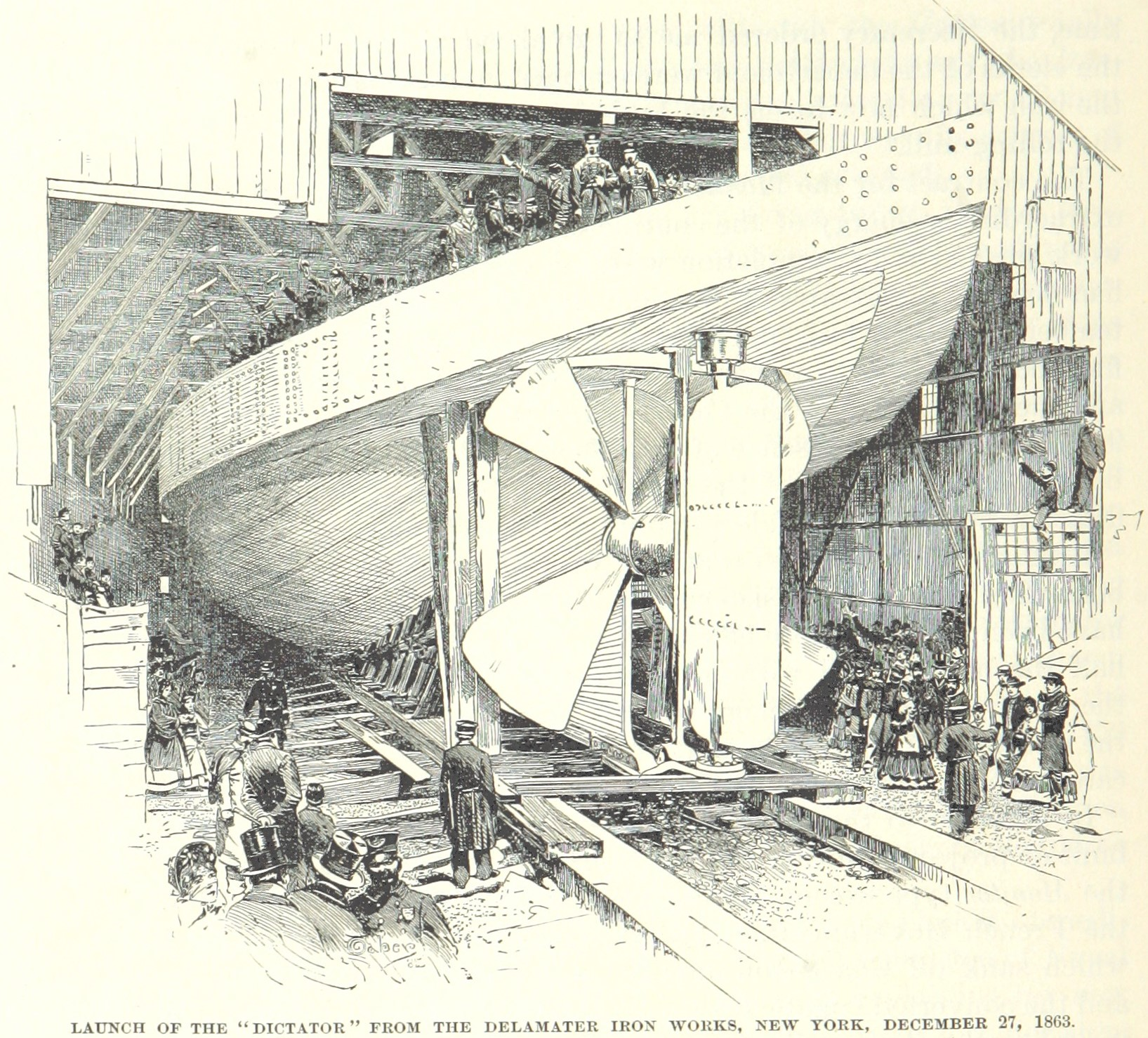
Dictator khi ra mắt

Ban đầu, tên tàu được đặt là Protector, nhưng tên đã được đặt lại là Dictator vào ngày 1 tháng 4 năm 1862 sau khi Trợ lý Bộ trưởng Hải quân Gustavus Vos yêu cầu điều đó với John Ericsson, người thiết kế.
Công việc chế tạo Dictator nằm tại Delamater Iron Works, ở Thành phố New York theo hợp đồng với John Ericsson ngày 16 tháng 8 năm 1862, và hạ thủy hôm 26 tháng 12 năm 1863. Nó được ra khơi ngày 11 tháng 11 năm 1864, dưới sự điều khiển của Trung tá J. Rodgers, cùng với một đội ngũ bao gồm 174 người.
Do có vấn đề khi đóng tàu với hệ thống đẩy đã khiến các buổi ra khơi ban đầu trở nên hạn chế hay cũng có trường hợp không thể ra khơi. Tham gia nhiệm vụ chung với Hải đoàn Phong tỏa Bắc Đại Tây Dương, Dictator tuần tra dọc bờ biển miền Đông Hoa Kỳ từ 15 tháng 12 năm 1864 cho đến khi ngừng nhiệm vụ vào ngày 5 tháng 9 năm 1865 tại Cảng Hải quân đảo League. Tàu ngừng hoạt động ở đó cho đến năm 1869.
Con tàu quay lại sứ mệnh của nó vào ngày 20 tháng 7 năm 1869 với chi phí sửa chữa là 59.654,27 đô-la Mỹ. Dictator phục vụ Hạm đội Bắc Đại Tây Dương cho đến ngày 28 tháng 6 năm 1871 khi nó một lần nữa giải nhiệm. Người ta bảo trì con tàu ở Cảng Hải quân New York cho đến ngày 12 tháng 1 năm 1874 thì nhận nhiệm vụ ở Bắc Atlantic Station (thuộc bang Georgia). Dictator chính thức ngừng hoạt động sau khi được chuyển đến đảo League vào ngày 1 tháng 6 năm 1877 và được đặt ở đó cho đến khi được bán vào ngày 27 tháng 9 năm 1883 cho A. Purvis & Son với giá 40.250 đô-la.

### Sách
- Silverstone, Paul H. (2006). Civil War Navies: 1855–1883. New York [u.a.]: Routledge. ISBN 978-0-415-97870-5.
- Tucker, Spencer C.; Pierpaoli, Paul G.; White, William E. (2011). The Civil War Naval Encyclopedia. Santa Barbara, Calif.: ABC-CLIO. ISBN 978-1-59884-338-5.
- Fuller, Howard J. (2014). Empire, Technology and Seapower Royal Navy Crisis In The Age of Palmerston. Hoboken: Taylor and Francis. ISBN 978-1-134-20045-0.

### Trang web
- "Guide to the Naval History Society Collection 1721–1995 (bulk 1781–1936) MS 439". dlib.nyu.edu. Bản gốc lưu trữ ngày 2 tháng 7 năm 2018. Truy cập ngày 3 tháng 2 năm 2017.
- "Dictator". www.history.navy.mil. Truy cập ngày 15 tháng 3 năm 2017.

### Tạp chí
- Fuller, Howard J. (tháng 12 năm 2005). ""A Portentous Spectacle": The Monitor U.S.S. Miantonomoh Visits England" (PDF). International Journal of Naval History. Quyển 4 số 3. tr. 1–23. Bản gốc (PDF) lưu trữ ngày 5 tháng 9 năm 2015. Truy cập ngày 15 tháng 3 năm 2017. {{Chú thích tạp chí}}: Đã định rõ hơn một tham số trong |ngày lưu trữ= và |archive-date= (trợ giúp); Đã định rõ hơn một tham số trong |url lưu trữ= và |archive-url= (trợ giúp)